# Melodifestivalen 2017
Das Melodifestivalen 2017 war der schwedische Vorentscheid für den Eurovision Song Contest 2017 in Kiew (Ukraine). Es war die 57. Austragung des von der schwedischen Rundfunkanstalt SVT veranstalteten Wettbewerbs. Robin Bengtsson gewann mit dem Titel I Can’t Go On das Finale am 11. März 2017 und vertrat Schweden in Kiew. Er erreichte im Finale den fünften Platz.

## Format

### Konzept
Zum fünfzehnten Mal finden die Halbfinals an verschiedenen Orten Schwedens statt. Es traten 28 Beiträge an, die auf 4 Halbfinals verteilt werden, sodass jeweils sieben Beiträge pro Halbfinale vorgestellt wurden. Die Zuschauer entschieden in zwei Abstimmungsrunden, wer sich für das Finale qualifiziert und wer in der Andra Chansen (dt.: Zweite Chance) nochmals antreten durfte. In jedem Halbfinale qualifizierten sich die ersten beiden Beiträge mit den meisten Zuschauerstimmen direkt für das Finale. Diejenigen Beiträge, die Platz drei und vier belegten, traten ein zweites Mal in der Sendung Andra Chansen an. Dort traten die Kandidaten dann in Duellen gegeneinander an und wer die meisten Zuschauerstimmen auf sich vereinigen konnte, qualifizierte sich für das Finale. Im Finale traten 12 Interpreten auf.
Produzent des Melodifestivalen 2017 war Christer Björkman. Am 30. September 2016 wurde bekanntgegeben, dass Clara Henry, David Lindgren und Hasse Andersson die Shows moderieren werden.

### Sendungen
| Göteborg |

| Malmö |

| Växjö |

| Skellefteå |

| Linköping |

| Stockholm |

Am 6. September 2016 präsentierte SVT die Termine und Austragungsorte des Melodifestivalen 2017. Wie in den Vorjahren finden zwei der vier Halbfinale in Göteborg und Malmö statt. Das Finale wurde, wie es seit 2013 der Fall ist, in der Friends Arena in Stockholm ausgetragen. Växjö, Skellefteå und Linköping waren zum vierten Austragungsort des Melodifestivalen.
| Sendung       | Sendedatum       | Stadt      | Austragungsort         | Zuschauer (SVT1) | Zuschauerstimmen (Televoting, SMS & App) |
| ------------- | ---------------- | ---------- | ---------------------- | ---------------- | ---------------------------------------- |
| Deltävling 1  | 04. Februar 2017 | Göteborg   | Scandinavium           | 3.244.000        | 5.706.113                                |
| Deltävling 2  | 11. Februar 2017 | Malmö      | Malmö Arena            | 3.094.000        | 5.395.695                                |
| Deltävling 3  | 18. Februar 2017 | Växjö      | Vida Arena             | 3.210.000        | 5.756.071                                |
| Deltävling 4  | 25. Februar 2017 | Skellefteå | Skellefteå Kraft Arena | 3.407.000        | 4.951.648                                |
| Andra Chansen | 04. März 2017    | Linköping  | SAAB Arena             | 3.097.000        | 7.223.709                                |
| Finalen       | 11. März 2017    | Stockholm  | Friends Arena          | 3.794.000        | 13.566.778                               |
| Gesamt        | Gesamt           | Gesamt     | Gesamt                 | 19.846.000       | 42.600.014                               |

### Beitragswahl
Vom 1. September, 9.00 Uhr bis zum 19. September 2016, 8.59 Uhr hatten Komponisten die Gelegenheit, einen Beitrag bei SVT einzureichen. Von diesen werden 28 Beiträge ausgewählt. Die Auswahl erfolgt nach folgendem Auswahlprozess:
- 14 Beiträge wurden aus allen eingereichten Beiträgen ausgewählt
- 13 Beiträge wurde auf Einladung von SVT ausgewählt.
- Der Gewinner des Wettbewerbs Svensktoppen nästa erhielt einen Startplatz für das Melodifestivalen 2017. Als Gewinner, des von Sveriges Radio P4 organisierten Wettbewerbs, ging die Band Les Gordons, hervor.[10]

Wie in den Vorjahren mussten mindestens 50 % aller Beiträge von Komponistinnen mitgeschrieben worden sein.

### Moderation
Auf einer Pressekonferenz am 30. September 2016 wurden Clara Henry, David Lindgren und Hasse Andersson als Moderatoren des Melodifestivalen 2017, vorgestellt. Clara Henry war 2014 für die Berichterstattung des Melodifestivalen zuständig. David Lindgren und Hasse Andersson haben schon in der Vergangenheit am Melodifestivalen teilgenommen; David Lindgren hat 2012, 2013 und 2016 teilgenommen, während Hasse Andersson auf eine Teilnahme im Jahr 2015 kommt.

## Teilnehmer
Am 30. November 2016 wurden alle 28 Teilnehmer des Melodifestivalen 2017 in einer Pressekonferenz von SVT bekanntgegeben.

### Zurückkehrende Interpreten
13 Interpreten kehrten 2017 zum Wettbewerb zurück. Mit Charlotte Perrelli (1999) und Loreen (2012) nahmen zwei ehemalige ESC-Gewinnerinnen teil. Zudem kehrte mit Roger Pontare ein zweimaliger Sieger des Melodifestivalens zurück. Bemerkenswert ist ebenfalls die Teilnahme von Krista Siegfrids, die Finnland beim Eurovision Song Contest 2013 vertrat.
| Interpret            | Vorheriges Teilnahmejahr |
| -------------------- | ------------------------ |
| Ace Wilder           | 2014, 2016               |
| Boris René           | 2016                     |
| Charlotte Perelli    | 1999, 2008, 2012         |
| Dinah Nah            | 2015                     |
| Jon Henrik Fjällgren | 2015                     |
| Krista Siegfrids     | 2016                     |
| Lisa Ajax            | 2016                     |
| Loreen               | 2011, 2012               |
| Mariette             | 2015                     |
| Robin Bengtsson      | 2016                     |
| Roger Pontare        | 1994, 1999, 2000, 2006   |
| Sara Varga           | 2011                     |
| Wiktoria             | 2016                     |

*Fett-markierte Teilnahmejahre stehen für Sieger des Melodifestivalen.

## Halbfinale

### Erstes Halbfinale

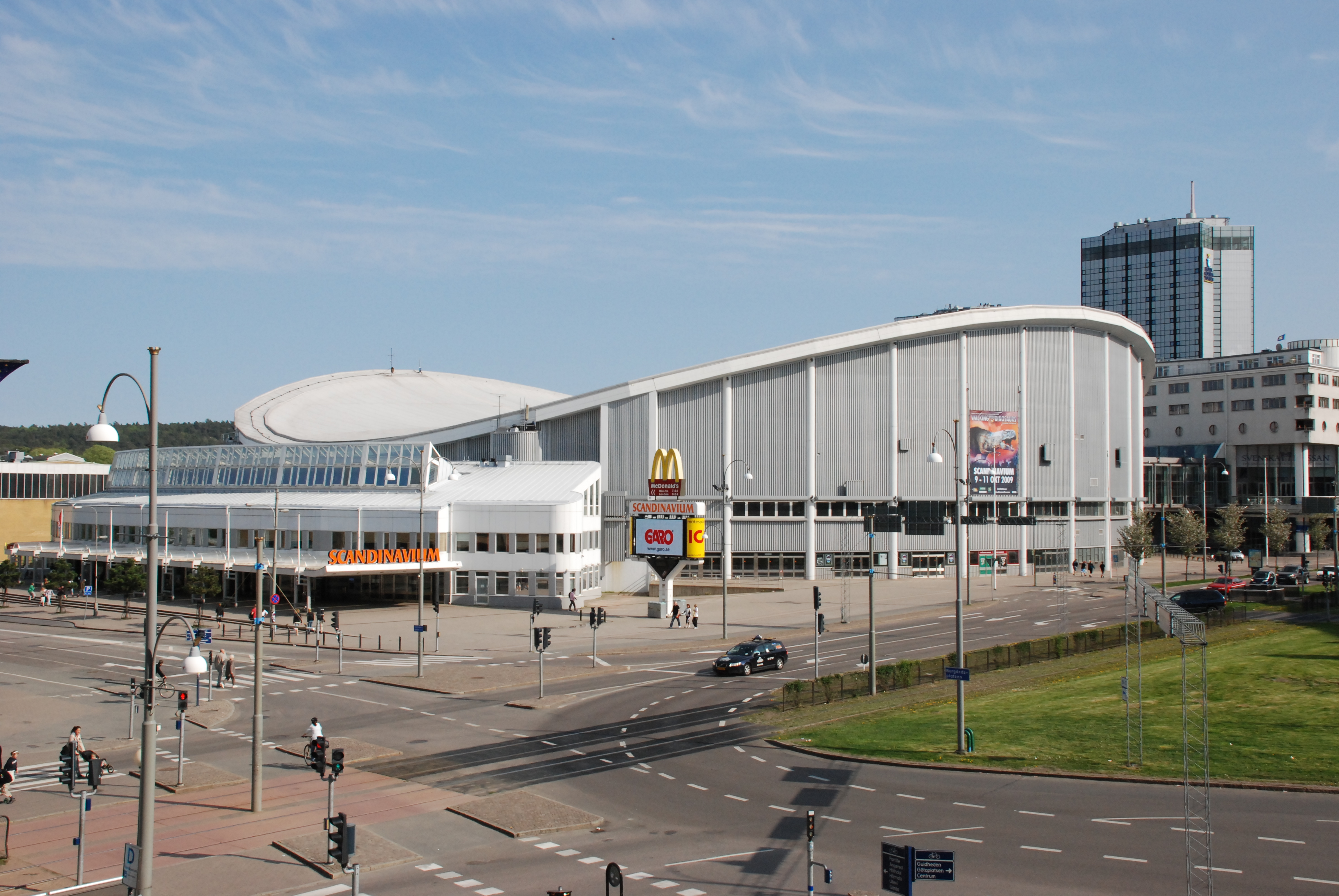
Scandinavium

Das erste Halbfinale (Deltävling 1) fand am 4. Februar 2017, 20:00 Uhr (MEZ) im Scandinavium in Göteborg statt. Insgesamt wurden 5.706.113 Zuschauerstimmen gezählt.
| Platz | Startnr. | Interpret          | Lied Musik (M) und Text (T)                                                                                              | Sprache    | Übersetzung (Inoffiziell) | Zuschauerstimmen (Televoting, SMS & App) | Zuschauerstimmen (Televoting, SMS & App) | Zuschauerstimmen (Televoting, SMS & App) | Zuschauerstimmen (Televoting, SMS & App) | Bild               |
| Platz | Startnr. | Interpret          | Lied Musik (M) und Text (T)                                                                                              | Sprache    | Übersetzung (Inoffiziell) | Runde 1                                  | Runde 2                                  | Gesamt                                   | %                                        | Bild               |
| ----- | -------- | ------------------ | --- | ---------- | ------------------------- | ---------------------------------------- | ---------------------------------------- | ---------------------------------------- | ---------------------------------------- | ------------------ |
| 1.    | 7        | Nano               | Hold On M/T: Nano Omar, Gino Yonan, Ayak Thiik, Carl Rydén, Christoffer Belaieff, Rikard de Bruin, David Francis Jackson | Englisch   | Halte aus                 | 1.056.413                                | 122.263                                  | 1.178.676                                | 20,71 %                                  | Nano               |
| 2.    | 6        | Ace Wilder         | Wild Child M/T: Peter Boström, Thomas G:son, Ace Wilder                                                                  | Englisch   | Wildes Kind               | 0981.435                                 | 084.111                                  | 1.066.246                                | 18,74 %                                  | Ace Wilder         |
| 3.    | 1        | Boris René         | Her Kiss M/T: Tim Larsson, Tobias Lundgren                                                                               | Englisch   | Ihr Kuss                  | 0895.618                                 | 089.512                                  | 0985.130                                 | 17,31 %                                  | Boris René         |
| 4.    | 4        | De Vet Du          | Road Trip M/T: Johan Gunterberg, Christopher Martland                                                                    | Schwedisch | –                         | 0870.399                                 | 048.384                                  | 0918.783                                 | 16,15 %                                  | De Vet Du          |
| 5.    | 3        | Dinah Nah          | One More Night M/T: Thomas G:son, Jimmy Jansson, Dinah Nah, Dr. Alban                                                    | Englisch   | Eine weitere Nacht        | 0693.220                                 | 042.010                                  | 0735.230                                 | 12,92 %                                  | Dina Nah           |
| 6.    | 2        | Adrijana           | Amare M/T: Martin Tjärnberg, Adrijana Krasniqi                                                                           | Schwedisch | –                         | 0407.097                                 | –                                        | 0407.097                                 | 07,15 %                                  | Adrijana           |
| 7.    | 5        | Charlotte Perrelli | Mitt liv M/T: Charlotte Perrelli, Lars Hägglund                                                                          | Schwedisch | Mein Leben                | 0399.536                                 | –                                        | 0399.536                                 | 07,02 %                                  | Charlotte Perrelli |

 Kandidat hat sich für das Finale qualifiziert.
 Kandidat hat sich für die Andra Chansen qualifiziert.

### Zweites Halbfinale

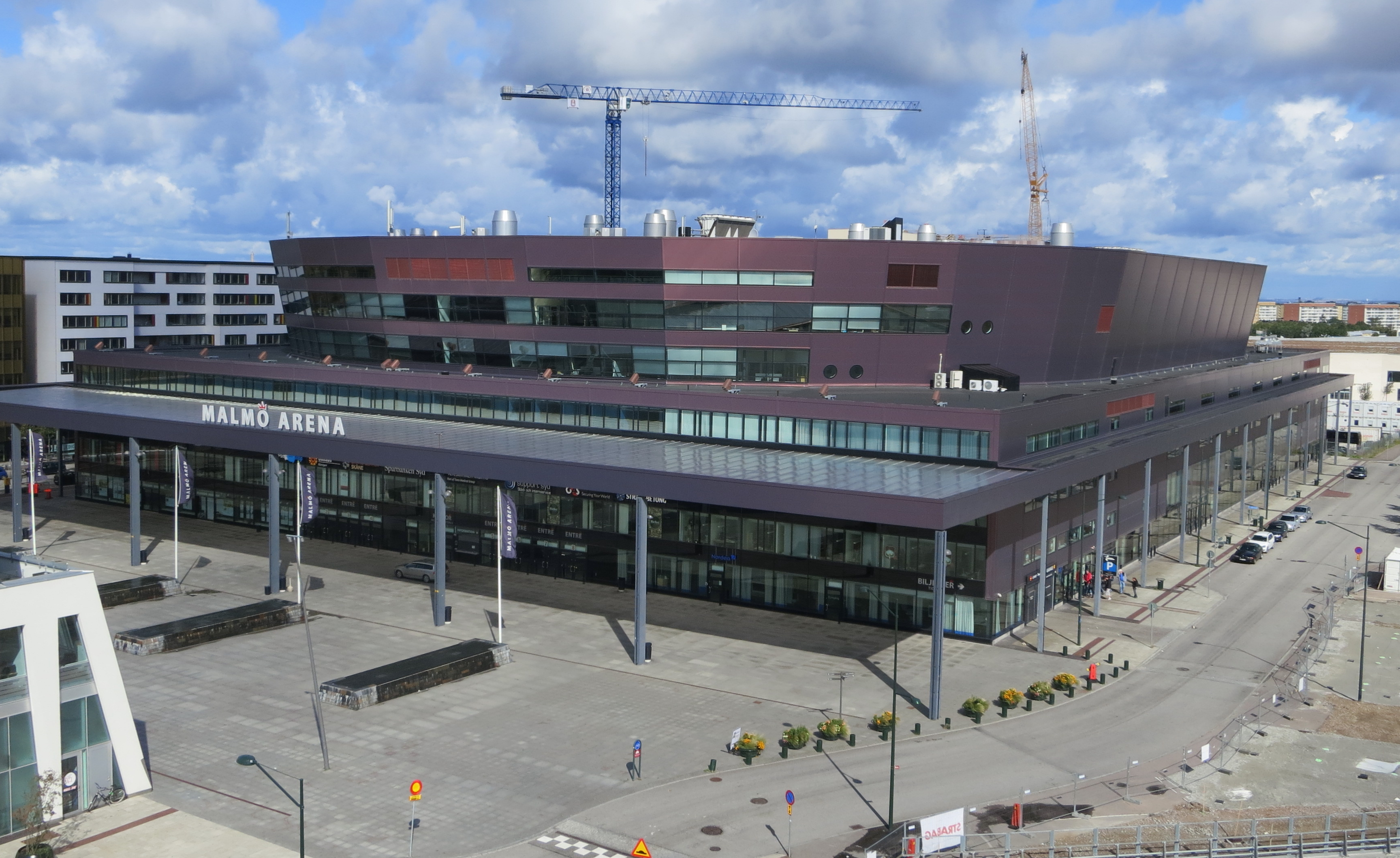
Malmö Arena

Das zweite Halbfinale (Deltävling 2) fand am 11. Februar 2017 20:00 Uhr (MEZ) in der Malmö Arena in Malmö statt. Insgesamt wurden 5.395.695 Zuschauerstimmen gezählt.
| Platz | Startnr. | Interpret         | Lied Musik (M) und Text (T)                                                                        | Sprache    | Übersetzung (Inoffiziell) | Zuschauerstimmen (Televoting, SMS & App) | Zuschauerstimmen (Televoting, SMS & App) | Zuschauerstimmen (Televoting, SMS & App) | Zuschauerstimmen (Televoting, SMS & App) | Bild              |
| Platz | Startnr. | Interpret         | Lied Musik (M) und Text (T)                                                                        | Sprache    | Übersetzung (Inoffiziell) | Runde 1                                  | Runde 2                                  | Gesamt                                   | %                                        | Bild              |
| ----- | -------- | ----------------- | -------------------------------------------------------------------------------------------------- | ---------- | ------------------------- | ---------------------------------------- | ---------------------------------------- | ---------------------------------------- | ---------------------------------------- | ----------------- |
| 1.    | 1        | Mariette          | A Million Years M/T: Thomas G:son, Johanna Jansson, Peter Boström, Mariette Hansson, Jenny Hansson | Englisch   | Eine Million Jahre        | 997.489                                  | 93.211                                   | 1.090.700                                | 20,25 %                                  | Mariette          |
| 2.    | 7        | Benjamin Ingrosso | Good Lovin’ M/T: Benjamin Ingrosso, Louis Schoorl, Matt Pardon, MAG                                | Englisch   | Gutes Lieben              | 966.140                                  | 93.588                                   | 1.059.728                                | 19,68 %                                  | Benjamin Ingrosso |
| 3.    | 6        | Lisa Ajax         | I Don’t Give A M/T: Linnea Deb, Joy Deb, Anton Hård af Segerstad, Ola Svensson                     | Englisch   | Ich gebe Nichts           | 969.355                                  | 67.178                                   | 1.036.533                                | 19,25 %                                  | Lisa Ajax         |
| 4.    | 5        | Dismissed         | Hearts Align M/T: Ola Salo, Peter Kvint                                                            | Englisch   | Herzen verbinden          | 668.878                                  | 76.880                                   | 0745.758                                 | 13,85 %                                  | Dismissed         |
| 5.    | 2        | Roger Pontare     | Himmel och hav M/T: Thomas G:son, Alexzandra Wickman                                               | Schwedisch | Himmel und Meer           | 681.661                                  | 61.404                                   | 0743.065                                 | 13,80 %                                  | Roger Pontare     |
| 6.    | 3        | Etzia             | Up M/T: Hanif Sabzevari, Johnny Sanchez, Simon Gribbe, Erica Haylett                               | Englisch   | Hoch                      | 363.025                                  | –                                        | 0363.025                                 | 06,74 %                                  | Etzia             |
| 7.    | 4        | Allyawan          | Vart har du vart M/T: Masse Salazar, Samuel Nazari                                                 | Schwedisch | Wo bist du gewesen        | 346.299                                  | –                                        | 0346.299                                 | 06,43 %                                  | Allyawan          |

 Kandidat hat sich für das Finale qualifiziert.
 Kandidat hat sich für die Andra Chansen qualifiziert.

### Drittes Halbfinale

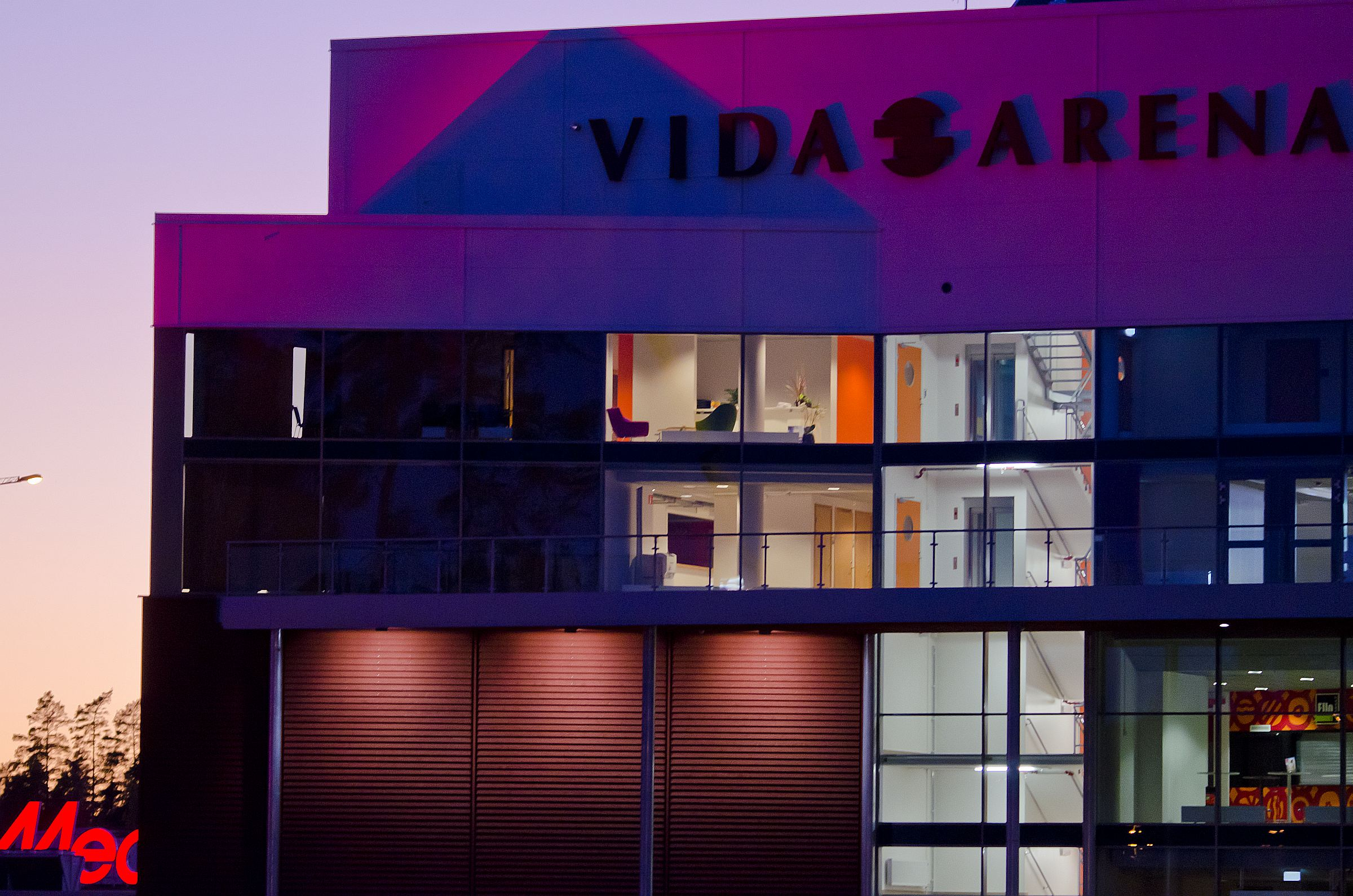
Vida Arena

Das dritte Halbfinale (Deltävling 3) fand am 18. Februar 2017, 20:00 Uhr (MEZ) in der Vida Arena in Växjö statt. Insgesamt wurden 5.756.071 Zuschauerstimmen gezählt. Noch nie gingen während eines Halbfinales des Melodifestivalen so viele Stimmen ein.
| Platz | Startnr. | Interpret        | Lied Musik (M) und Text (T)                                                                | Sprache              | Übersetzung (Inoffiziell)    | Zuschauerstimmen (Televoting, SMS & App) | Zuschauerstimmen (Televoting, SMS & App) | Zuschauerstimmen (Televoting, SMS & App) | Zuschauerstimmen (Televoting, SMS & App) | Bild             |
| Platz | Startnr. | Interpret        | Lied Musik (M) und Text (T)                                                                | Sprache              | Übersetzung (Inoffiziell)    | Runde 1                                  | Runde 2                                  | Gesamt                                   | %                                        | Bild             |
| ----- | -------- | ---------------- | ------------------------------------------------------------------------------------------ | -------------------- | ---------------------------- | ---------------------------------------- | ---------------------------------------- | ---------------------------------------- | ---------------------------------------- | ---------------- |
| 1.    | 1        | Robin Bengtsson  | I Can’t Go On M/T: David Kreuger, Hamed „K-One“ Pirouzpanah, Robin Stjernberg              | Englisch             | Ich kann nicht weiter machen | 945.977                                  | 085.502                                  | 1.031.479                                | 17,99 %                                  | Robin Bengtsson  |
| 2.    | 5        | Owe Thörnqvist   | Boogieman Blues M/T: Owe Thörnqvist                                                        | Schwedisch, Englisch | –                            | 803.452                                  | 158.074                                  | 0961.526                                 | 16,77 %                                  | Owe Thörnqvist   |
| 3.    | 7        | FO&O             | Gotta Thing About You M/T: Robert John „Mutt“ Lange, Tony Nilsson                          | Englisch             | Hab’ ne Sache über dich      | 825.454                                  | 087.576                                  | 0913.030                                 | 15,92 %                                  | FO&O             |
| 4.    | 3        | Anton Hagman     | Kiss You Goodbye M/T: Christian Fast, Tim Schou, Henrik Nordenback                         | Englisch             | Dich küssend verabschieden   | 811.844                                  | 068.796                                  | 0880.640                                 | 15,36 %                                  | Anton Hagman     |
| 5.    | 6        | Bella & Filippa  | Crucified M/T: Peter Hägerås, Mats Frisell, Jakob Stadell, Filippa Frisell, Isabella Snihs | Englisch             | Gekreuzigt                   | 783.759                                  | 083.582                                  | 0867.341                                 | 15,13 %                                  | Bella & Filippa  |
| 6.    | 4        | Jasmine Kara     | Gravity M/T: Anderz Wrethov, Jasmine Kara                                                  | Englisch             | Anziehungskraft              | 672.565                                  | –                                        | 0672.565                                 | 11,73 %                                  | Jasmine Kara     |
| 7.    | 2        | Krista Siegfrids | Snurra min jord M/T: Krista Siegfrids, Gustaf Svenungsson, Magnus Wallin, Gabriel Alares   | Schwedisch           | Wirbel’ meine Welt           | 407.769                                  | –                                        | 0407.769                                 | 07,11 %                                  | Krista Siegfrids |

 Kandidat hat sich für das Finale qualifiziert.
 Kandidat hat sich für die Andra Chansen qualifiziert.

### Viertes Halbfinale

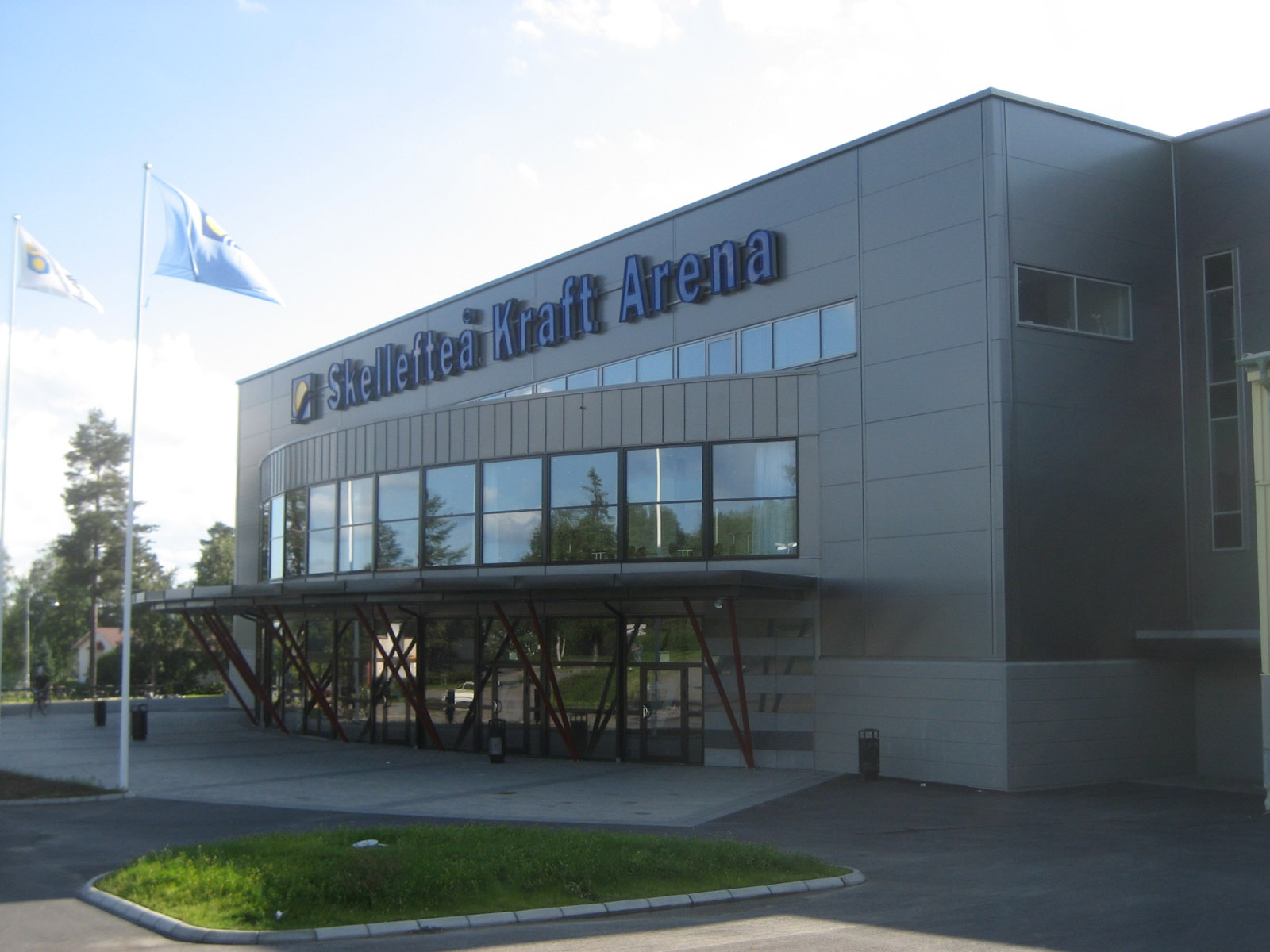
Skellefteå Kraft Arena

Das vierte Halbfinale (Deltävling 4) fand am 25. Februar 2017, 20:00 Uhr (MEZ) in der Skellefteå Kraft Arena in Skellefteå statt. Insgesamt wurden 4.951.648 Zuschauerstimmen gezählt.
| Platz | Startnr. | Interpret                         | Lied Musik (M) und Text (T) | Sprache    | Übersetzung (Inoffiziell)   | Zuschauerstimmen (Televoting, SMS & App) | Zuschauerstimmen (Televoting, SMS & App) | Zuschauerstimmen (Televoting, SMS & App) | Zuschauerstimmen (Televoting, SMS & App) | Bild                              |
| Platz | Startnr. | Interpret                         | Lied Musik (M) und Text (T) | Sprache    | Übersetzung (Inoffiziell)   | Runde 1                                  | Runde 2                                  | Gesamt                                   | %                                        | Bild                              |
| ----- | -------- | --------------------------------- | --- | ---------- | --------------------------- | ---------------------------------------- | ---------------------------------------- | ---------------------------------------- | ---------------------------------------- | --------------------------------- |
| 1.    | 4        | Wiktoria                          | As I Lay Me Down M/T: Justin Forrest, Jonas Wallin, Lauren Dyson                                                                      | Englisch   | Während ich mich hinlege    | 987.935                                  | 084.445                                  | 1.072.380                                | 21,73 %                                  | Wiktoria                          |
| 2.    | 1        | Jon Henrik Fjällgren feat. Aninia | En värld full av strider (Eatneme gusnie jeenh dåaroeh) M/T: Jon Henrik Fjällgren, Sara Biglert, Christian Schneider, Andreas Hedlund | Schwedisch | Eine Welt voller Streit     | 815.030                                  | 101.324                                  | 0916.354                                 | 18,57 %                                  | Jon Henrik Fjällgren feat. Aninia |
| 3.    | 7        | Loreen                            | Statements M/T: Anton Hård af Segerstad, Joy Deb, Linnea Deb, Loreen                                                                  | Englisch   | –                           | 768.421                                  | 104.230                                  | 0872.651                                 | 17,68 %                                  | Loreen                            |
| 4.    | 5        | Axel Schylström                   | När ingen ser M/T: Behshad Ashnai, Axel Schylström, David Strääf                                                                      | Schwedisch | Wenn niemand schaut         | 671.044                                  | 059.683                                  | 0730.727                                 | 14,81 %                                  | Axel Schylström                   |
| 5.    | 2        | Alice                             | Running with Lions M/T: Anderz Wrethov, Andreas „Stone“ Johansson, Denniz Jamm, Alice Svensson                                        | Englisch   | Rennen mit Löwen            | 673.153                                  | 049.243                                  | 0722.396                                 | 14,64 %                                  |                                   |
| 6.    | 3        | Les Gordons                       | Bound To Fall M/T: Jonatan Renström, Albert Björliden, Andreas Persson, Carl Ragnemyr, David Runebjörk, Jimmy Jansson                 | Englisch   | Fallen müssen               | 400.845                                  | –                                        | 0400.845                                 | 08,12 %                                  |                                   |
| 7.    | 6        | Sara Varga & Juha Mulari          | Du får inte ändra på mig M/T: Sara Varga, Lars Hägglund                                                                               | Schwedisch | Du kannst mich nicht ändern | 219.558                                  | –                                        | 0219.558                                 | 04,45 %                                  |                                   |

 Kandidat hat sich für das Finale qualifiziert.
 Kandidat hat sich für die Andra Chansen qualifiziert.

## Andra Chansen

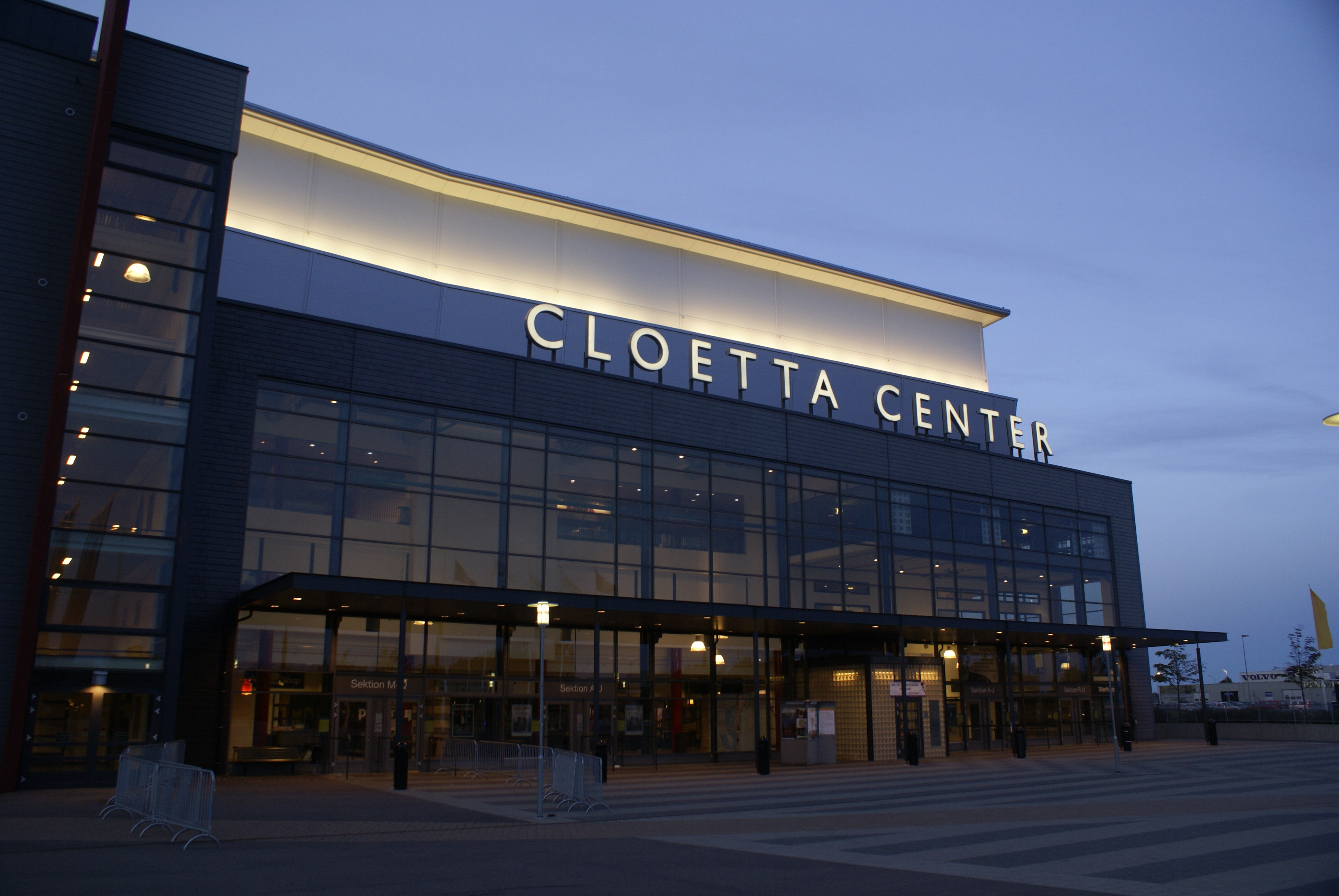
SAAB Arena

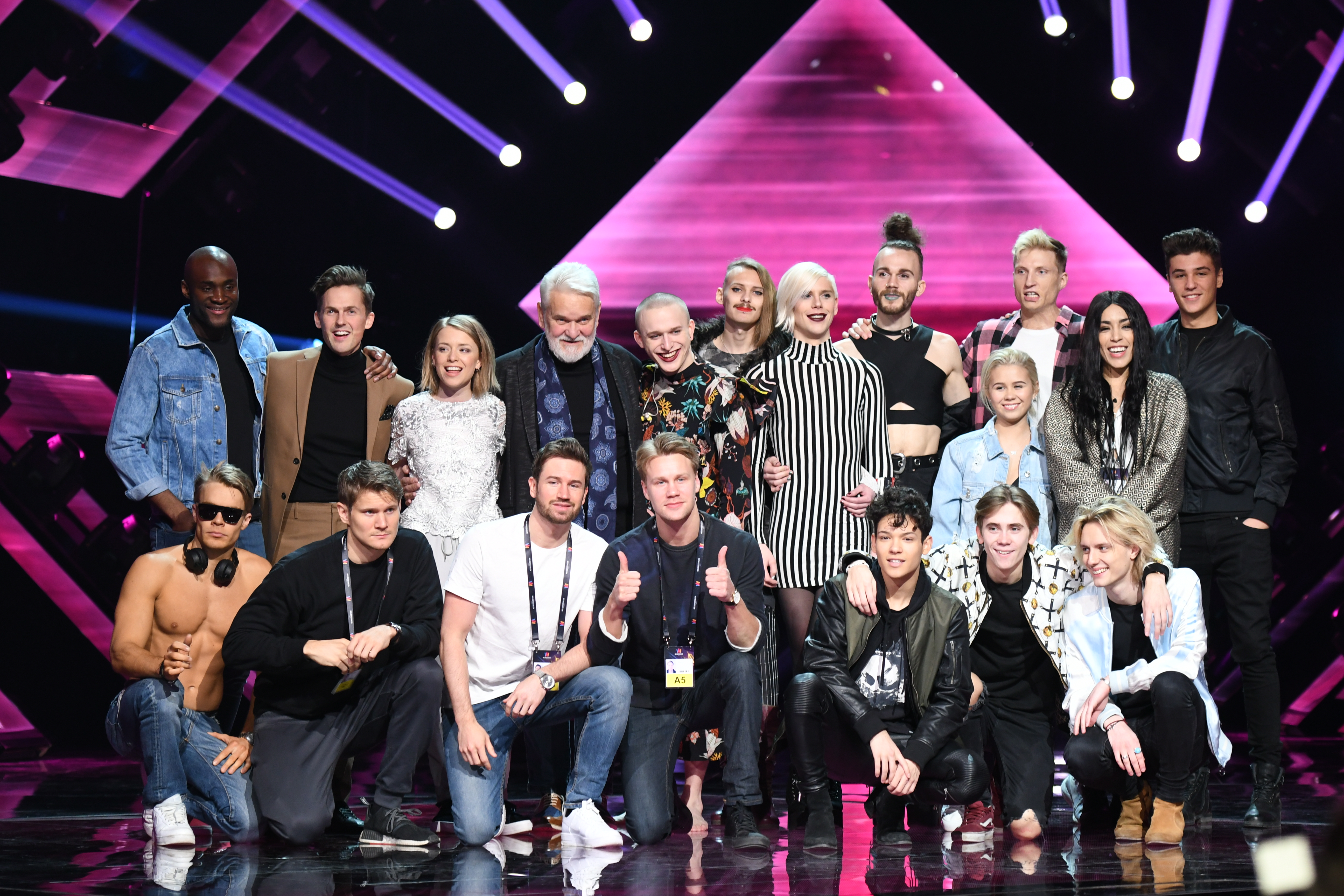
Boris René, Dismissed, Lisa Ajax, Axel Schylström, Loreen, Anton Hagman, De Vet Du, FO&O

Die Sendung Andra Chansen (dt.: Zweite Chance) fand am 4. März 2017, 20:00 Uhr (MEZ) in der SAAB Arena in Linköping statt. Hier sangen acht Künstler in vier Duellen um jeweils einen Platz im Finale.
Mit über 7 Millionen Zuschauerstimmen wurde ein neuer Rekord aufgestellt. Nie zuvor gingen so viele Stimmen im Rahmen der Andra-Chansen-Runde ein. Damit wurde der Rekord aus dem Jahr 2016 abgelöst.
| Duell | Startnr. | Interpret       | Lied                                                                           | Zuschauerstimmen (Televoting, SMS & App) | Zuschauerstimmen (Televoting, SMS & App) | Bild                        |
| Duell | Startnr. | Interpret       | Lied                                                                           | Stimmen                                  | %                                        | Bild                        |
| ----- | -------- | --------------- | ------------------------------------------------------------------------------ | ---------------------------------------- | ---------------------------------------- | --------------------------- |
| 1     | 1        | FO&O            | Gotta Thing About You M/T: Robert John „Mutt“ Lange, Tony Nilsson              | 0970.831                                 | 53,02 %                                  | FO&O & De Vet Du            |
| 1     | 2        | De Vet Du       | Road Trip M/T: Johan Gunterberg, Christopher Martland                          | 0860.182                                 | 46,98 %                                  | FO&O & De Vet Du            |
| 2     | 1        | Axel Schylström | När ingen ser M/T: Behshad Ashnai, Axel Schylström, David Strääf               | 0926.610                                 | 49,85 %                                  | Axel Schylström & Lisa Ajax |
| 2     | 2        | Lisa Ajax       | I Don’t Give A M/T: Linnea Deb, Joy Deb, Anton Hård af Segerstad, Ola Svensson | 0932.362                                 | 50,15 %                                  | Axel Schylström & Lisa Ajax |
| 3     | 1        | Boris René      | Her Kiss M/T: Tim Larsson, Tobias Lundgren                                     | 1.061.289                                | 63,61 %                                  | Boris René & Dismissed      |
| 3     | 2        | Dismissed       | Hearts Align M/T: Ola Salo, Peter Kvint                                        | 0607.015                                 | 36,39 %                                  | Boris René & Dismissed      |
| 4     | 1        | Anton Hagman    | Kiss You Goodbye M/T: Christian Fast, Tim Schou, Henrik Nordenback             | 0975.547                                 | 52,30 %                                  | Anton Hagman & Loreen       |
| 4     | 2        | Loreen          | Statements M/T: Anton Hård af Segerstad, Joy Deb, Linnea Deb, Loreen           | 0889.873                                 | 47,70 %                                  | Anton Hagman & Loreen       |

 Kandidat hat sich für das Finale qualifiziert.

## Finale

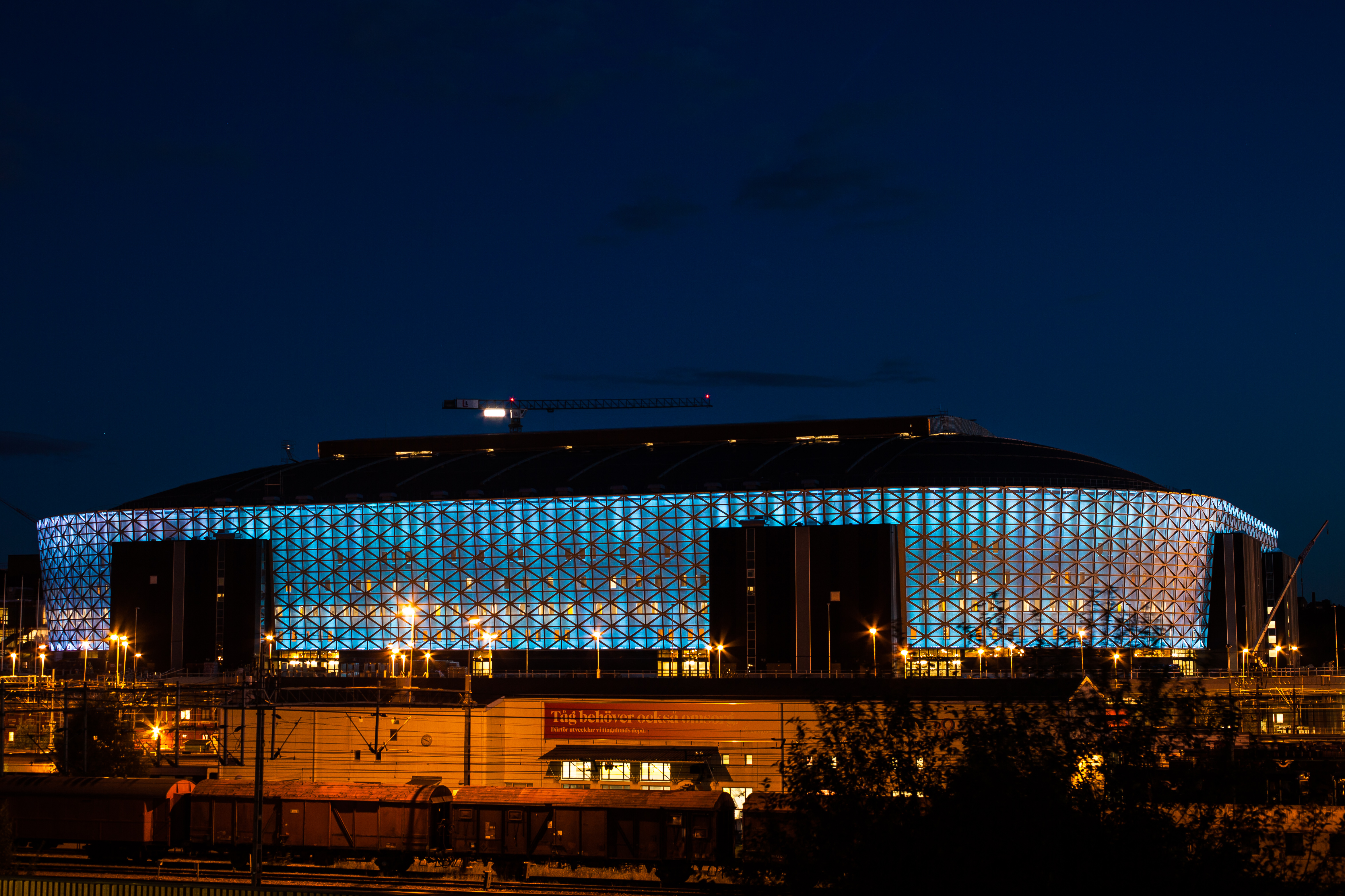
Friends Arena

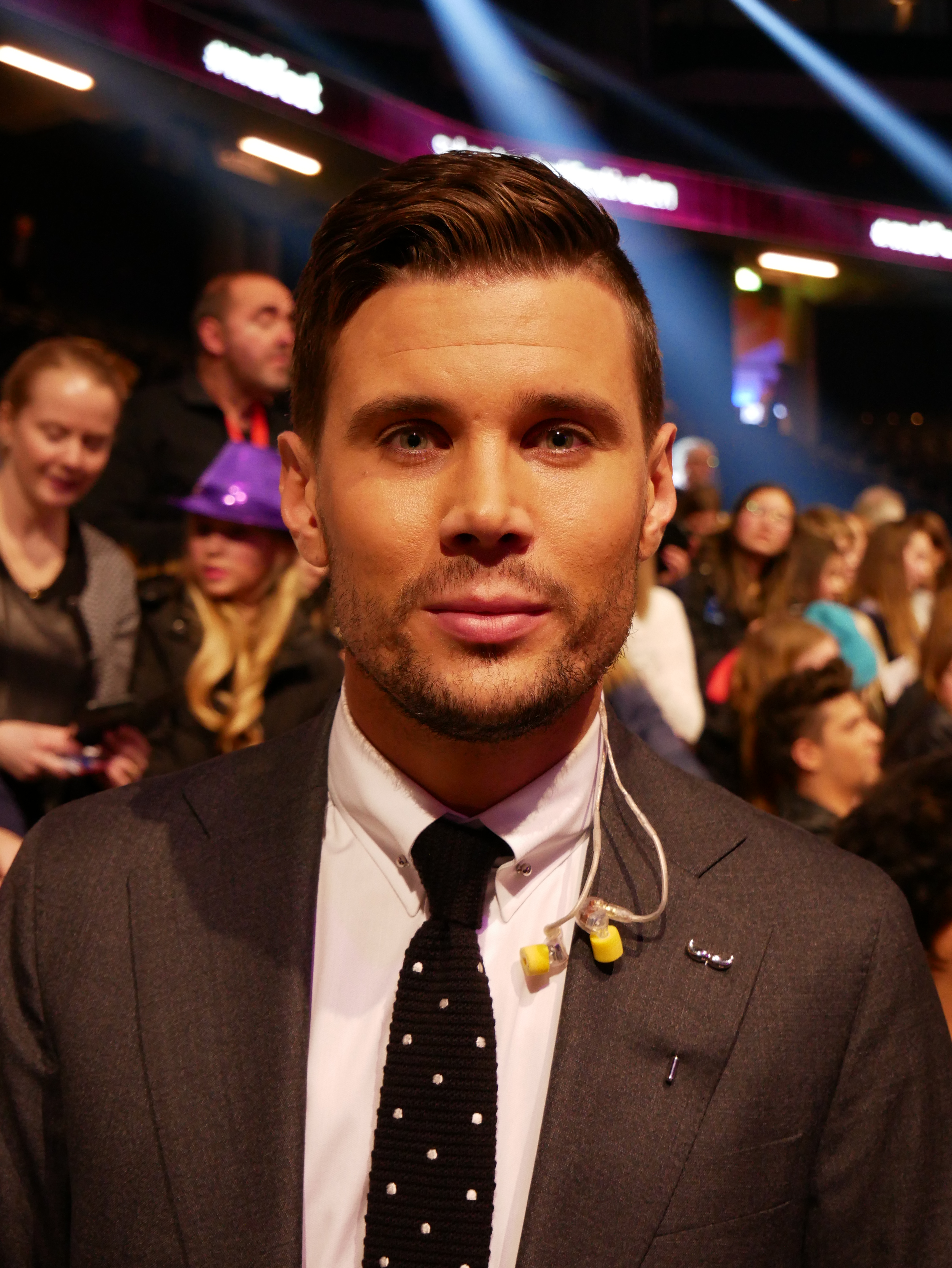
Der Gewinner der schwedischen Vorentscheidung: Robin Bengtsson

Das Finale (Finalen) fand am 11. März 2017, 20:00 Uhr (MEZ) in der 27.000 Zuschauer fassenden Friends Arena in Solna (Stockholm) statt. Robin Bengtsson, der Gewinner des Finales, wurde durch Tele- und Juryvoting gewählt und wird Schweden beim 62. Eurovision Song Contest in Kiew vertreten. In der Jury-Abstimmung lag er mit 96 Punkten vorne. Er erhielt aus jedem abstimmenden Land mindestens vier Punkte. Nano ging mit 12 % als Sieger der Zuschauerabstimmung hervor. Robin Bengtsson reichte ein dritter Platz in der Zuschauerabstimmung und siegte mit 146 Punkten in der Gesamtwertung.
Während der Abstimmungsphase trat die schwedische Sängerin Shirin mit einem Cover des letztjährigen Gewinnerliedes If I Were Sorry auf. Sie wurde von der Band Damn! begleitet. Bevor der finalen Abstimmung trat die Sängerin Zara Larsson mit einem Medley ihrer Lieder Only You, I Would Like und Ain’t My Fault auf.
Mit 13.566.778 Zuschauerstimmen wurde ein neuer Allzeitrekord aufgestellt. Noch nie votierten so viele Zuschauer in einem Finale bzw. einer Sendung des Melodifestivalen.
| Platz | Startnr. | Interpret                         | Lied Musik (M) und Text (T) | Sprache    | PL | CZ | NO | IT | MT | IL | FR | AU | GB | AM | UA | Jury Gesamt | Zuschauerstimmen (Televoting, SMS & App) | Zuschauerstimmen (Televoting, SMS & App) | Zuschauerstimmen (Televoting, SMS & App) | Gesamt |
| Platz | Startnr. | Interpret                         | Lied Musik (M) und Text (T) | Sprache    | PL | CZ | NO | IT | MT | IL | FR | AU | GB | AM | UA | Jury Gesamt | Stimmen                                  | %                                        | Punkte                                   | Gesamt |
| --- | -------- | --------------------------------- | --- | ---------- | -- | -- | -- | -- | -- | -- | -- | -- | -- | -- | -- | ----------- | ---------------------------------------- | ---------------------------------------- | ---------------------------------------- | ------ |
| 01. | 04       | Robin Bengtsson                   | I Can’t Go On M/T: David Kreuger, Hamed „K-One“ Pirouzpanah, Robin Stjernberg                                                         | Englisch   | 12 | 4  | 12 | 8  | 8  | 12 | 10 | 10 | 4  | 8  | 8  | 96          | 1.435.963                                | 10,6 %                                   | 50                                       | 146    |
| 02. | 09       | Nano                              | Hold On M/T: Nano Omar, Gino Yonan, Ayak Thiik, Carl Rydén, Christoffer Belaieff, Rikard de Bruin, David Francis Jackson              | Englisch   | 4  | 10 | 8  | 4  | 12 | –  | 4  | 4  | 10 | 10 | 10 | 76          | 1.627.843                                | 12 %                                     | 57                                       | 133    |
| 03. | 05       | Jon Henrik Fjällgren feat. Aninia | En värld full av strider (Eatneme gusnie jeenh dåaroeh) M/T: Jon Henrik Fjällgren, Sara Biglert, Christian Schneider, Andreas Hedlund | Schwedisch | 10 | –  | 2  | 12 | –  | –  | 8  | 8  | 2  | 2  | 12 | 56          | 1.395.012                                | 10,3 %                                   | 49                                       | 105    |
| 04. | 07       | Mariette                          | A Million Years M/T: Thomas G:son, Johanna Jansson, Peter Boström, Mariette Hansson, Jenny Hansson                                    | Englisch   | –  | 2  | –  | 10 | 6  | 8  | 12 | 6  | –  | 12 | 8  | 62          | 1.068.531                                | 7,9 %                                    | 37                                       | 099    |
| 05. | 11       | Benjamin Ingrosso                 | Good Lovin’ M/T: Benjamin Ingrosso, Louis Schoorl, Matt Pardon, MAG                                                                   | Englisch   | 8  | 6  | 10 | 1  | 1  | 10 | –  | 12 | 6  | –  | –  | 54          | 961.104                                  | 7,1 %                                    | 33                                       | 087    |
| 06. | 10       | Wiktoria                          | As I Lay Me Down M/T: Justin Forrest, Jonas Wallin, Lauren Dyson                                                                      | Englisch   | –  | –  | 6  | –  | 4  | –  | 6  | –  | 8  | 4  | 1  | 29          | 1.474.526                                | 10,9 %                                   | 51                                       | 080    |
| 07. | 01       | Ace Wilder                        | Wild Child M/T: Peter Boström, Thomas G:son, Ace Wilder                                                                               | Englisch   | –  | –  | –  | 6  | 10 | 2  | 2  | 2  | 12 | 1  | –  | 35          | 920.421                                  | 6,8 %                                    | 32                                       | 067    |
| 08. | 02       | Boris René                        | Her Kiss M/T: Tim Larsson, Tobias Lundgren                                                                                            | Englisch   | 6  | 8  | 4  | –  | –  | 4  | –  | 1  | –  | 6  | 4  | 35          | 904.646                                  | 6,7 %                                    | 31                                       | 066    |
| 09. | 03       | Lisa Ajax                         | I Don’t Give A M/T: Linnea Deb, Joy Deb, Anton Hård af Segerstad, Ola Svensson                                                        | Englisch   | –  | 12 | 1  | –  | –  | –  | 1  | –  | –  | –  | 02 | 16          | 847.353                                  | 6,2 %                                    | 30                                       | 046    |
| 10. | 06       | Anton Hagman                      | Kiss You Goodbye M/T: Christian Fast, Tim Schou, Henrik Nordenback                                                                    | Englisch   | 2  | 1  | –  | 2  | –  | 1  | –  | –  | –  | –  | –  | 06          | 1.058.232                                | 7,8 %                                    | 37                                       | 043    |
| 11. | 08       | FO&O                              | Gotta Thing About You M/T: Robert John „Mutt“ Lange, Tony Nilsson                                                                     | Englisch   | –  | –  | –  | –  | –  | 6  | –  | –  | 1  | –  | –  | 07          | 962.987                                  | 7,1 %                                    | 34                                       | 041    |
| 12. | 12       | Owe Thörnqvist                    | Boogieman Blues M/T: Owe Thörnqvist                                                                                                   | Schwedisch | 1  | –  | –  | –  | –  | –  | –  | –  | –  | –  | –  | 01          | 910.160                                  | 6,7 %                                    | 32                                       | 033    |
| Jury-Punktesprecher |          |                                   | |            |    |    |    |    |    |    |    |    |    |    |    |             |                                          |                                          |                                          |        |
| - – Mateusz Grzesinski - – Jan Bors - – Anette Lauenborg Waaler - – Nicola Caligiore - – Gordon Bonello - – Tali Eshkoli - – Edoardo Grassi - – Stephanie Werret - – Simon Proctor - – Iveta Mukuchyan - – Victoria Romanova |          |                                   | |            |    |    |    |    |    |    |    |    |    |    |    |             |                                          |                                          |                                          |        |